# Андрющенко, Тимофей Александрович
Тимофей Александрович Андрющенко ( Комсомольск-на-Амуре, Хабаровский край) — российский  журналист и блогер, автогонщик, мастер спорта, серебряный призёр чемпионатов России по ралли 2013 и 2020 годов в своих классах (R1 и N4, соответственно), бронзовый призер чемпионата России по ралли 2019 года (класс N4), победитель этапов чемпионата и кубка России по ралли в своих классах.
Как дублер снимается в российском кино, был «стант-драйвером» Александра Петрова в фильме «Т-34».

## Карьера в автоспорте
В чемпионате и Кубке России по ралли Тимофей Андрющенко выступает как представитель Комсомольск-на-Амуре. Он единственный из дальневосточных автоспортсменов, за всё постсоветское время выполнивший норматив мастера спорта по автоспорту.
Автоспортом увлекается с детства. Начинал карьеру в картинге (бронзовый призёр чемпионата Хабаровского края по картингу), активно занимался ледовыми гонками (обладатель Кубка Мэра города Хабаровска по ледовым гонкам без шипов, многократный победитель этапов чемпионата Хабаровского края по ледовым гонкам на шипах), и в итоге сконцентрировался на классическом ралли (неоднократный победитель этапов чемпионата Дальнего Востока по ралли).
В 2011 принял участие в двух этапах Кубка России по ралли. С 2012 активно выступает на этапах чемпионата России по ралли.
Тимофей дважды (в 2012 и 2013 годах) выиграл культовую гонку «Ралли Белые Ночи» в своём классе (14 и 21 место в абсолютном зачёте, соответственно). В 2013 году количество спортсменов участников (122 экипажа) на «Ралли Белые ночи» побило рекорд «массовости» для российских соревнований по ралли за всё постсоветское время.
По результатам чемпионата России 2013 по ралли Андрющенко стал вице-чемпионом в классе R1. В 2014 году его пригласили участвовать в «Гонке звёзд» журнала «За рулём». Тимофей стал первым в истории дальневосточного автоспорта гонщиком, участвовавшим в этом турнире.
С 2016 года участвует в соревнованиях по ралли на полноприводной технике.

## Достижения в автоспорте

### Достижения в чемпионате и Кубке России по ралли

#### Победитель в классе
- Этап чемпионата России, "Ралли Карелия 2020", 1-е место в классе N4 (Mitsubishi Lancer Evolution 7)
- Этап чемпионата России, "Ралли Пено 2019", 1-е место в классе N4 (Mitsubishi Lancer Evolution 7)[5]
- Этап чемпионата России, «Ралли Белые ночи 2013», 1-е место в классе R1[6]
- Этап чемпионата России, «Ралли Белые ночи 2012», 1-е место в классе R1[7]
- Этап Кубка России, «Ралли Псков 2011», 1-е место в классе 1600N[8]

#### Призёр  в классе
- Этап чемпионата России, "Ралли Эковер 2020" (2-е место в N4)
- Этап чемпионата России, и чемпионата Украины, «Александров ралли 2013» (2-е место в У1600)
- Этап чемпионата России, «Лахденпохья 2013» (2-е место в R1)
- Этап чемпионата России, «Пено 2013» (3-е место в R1)
- Этап чемпионата России, «Южный Урал 2012» (3-е место в R1)
- Этап чемпионата России, «Славянский Кубок 2012» (3-е место в R1)

### Достижения в автоспорте Дальнего Востока
- Обладатель Кубка Мэра города Хабаровска по ледовым гонкам без шипов (2005)
- Победитель «Ралли на призы В. И. Коновалова» (Хабаровск, 2009)
- Серебряный призёр ралли «Тихий Океан» (Уссурийск, 2009)
- Победитель ралли «Амур-Зея» (Благовещенск, 2010)
- Победитель «Ралли на призы В. И. Коновалова» (Хабаровск, 2010)

## Социальные проекты и тренерская карьера
Активно участвует в социальной жизни Москвы. Разработал проект "Хочу кататься" для популяризации автоспорта среди детей и пожилых людей. С 2016 года проводит в городских пространствах (библиотеки и клубы "Мой социальный центр") лекции об автоспорте и занятия на гоночных симуляторах .
"— Не могу я быстрее - машина 4 миллиона стоит! А вдруг разобью? - Бабуля за рулем автосимулятора вжимается в кресло и мчит по шоссе. Гоночная трасса и автомобиль хотя и виртуальные, но эмоции зашкаливают, как в реальности. Оторваться невозможно! - Жгут наши бабушки и дедушки, - смеется Тимофей Андрющенко, автогонщик и по совместительству руководитель автоклуба Want to Drive в «Моем социальном центре». - Приводите сюда родителей. Нечего им сидеть дома и разговаривать с телевизором".
Летом 2020 года совместно со специализированным центром занятости "Моя карьера" организовал проект «PROГонки». Этот онлайн-лагерь для ребят 14–17 лет. Проект создан специально для активных подростков, которые хотят узнать современные профессии изнутри.
"— Этот проект направлен на профориентацию. И для подростка — это «окошко», возможность узнать что-то новое из области, которая ему интересна. Тем более, мы не просто говорим о гонках, а на примере команды рассказываем о совершенно разных, интересных, увлекательных профессиях в автомобильной сфере. Согласитесь, курс под названием «Основы работы автослесаря» будет не особенно привлекательным для детей. А вот гонки, ралли, герои, адреналин — это тема, которой можно зацепить подростков. В том числе и тех детей, которые не планируют связывать свою жизнь с инженерией или автоделом. В этом плане гоночная команда — мини-модель коллектива, в котором каждый играет свою важную роль. Хочу показать ребятам, что нет непрестижных профессий, что работа руками — это тоже очень круто. Например, если механик не закрутил правильно болт на колесе, может случиться авария, у команды будут убытки, не будет победы. Когда каждый работает четко и слаженно — это путь к победе. Когда-то у нас в стране рабочие профессии не котировались, все мечтали быть юристами, экономистами и так далее. А сейчас провал: токарей хороших нет, сварщиков нет, автомехаников с золотыми руками не найти. А ведь здорово — уметь решать какие-то сложные задачи руками и головой. Победа, успех гонки зависит от каждого человека, от каждого винтика".
Тимофей Андрющенко активно помогает молодым спортсменам. С 2013 года и по нынешнее время в Кубке России по ралли участвует его ученик и также комсомольчанин Александр Басманов (младший).

## Карьера в кинематографе
В конце 2010-х Тимофей Андрющенко начал свой творческий путь в кинематографе – на его счету участие в четырёх картинах:
- «Т-34» — российский военно-приключенческий боевик 2019 года режиссёра Алексея Сидорова. Премьера фильма в России состоялась 1 января 2019. Тимофей дублировал актера Александра Петрова в начальной сцене фильма, где герой ехал на «полуторке», уворачиваясь от взрывов немецкого танка.
- " Огонь" - предстоящий российский фильм-катастрофа режиссёра Алексея Нужного. Выход в широкий прокат намечен на 24 декабря 2020 года. В этом фильме Тимофей делал трюки на УАЗе-«буханке».
- "Красная Шапочка" - предстоящий российский фильм.
- Также работал над трюками в одном из российских сериалов[уточнить].

## Семейное положение
Женат, трое детей. Супруга - журналист, писатель Наталья Цымбаленко.
Родной брат Тимофея Андрющенко — Павел Андрющенко — также автогонщик. В 2013 году экипаж братьев выступал на Этапе Кубка России «Ралли Голубые озера». Тогда Тимофей дебютировал в роли штурмана.